# Stadion Narodowy (Suva)
Stadion Narodowy (obecnie znany jako TFL Stadium) - to wielofunkcyjny stadion w Suvie na Fidżi. Jest obecnie używany głównie do rugby league, rugby union i meczów piłki nożnej. Stadion mieści 10 000 osób.